# محمد فاضلی
محمد فاضلی (زادهٔ ۱۳۵۳) جامعه‌شناس ایرانی و استادیار سابق دانشگاه شهیدبهشتی است. وی همچنین مشاور وزیر نیرو و رئیس سابق مرکز امور اجتماعی منابع آب و انرژی و معاون پژوهشی مرکز بررسی‌های استراتژیک و مدیر شبکه مطالعات سیاست‌گذاری عمومی از سال ۱۳۹۲ تا ۱۳۹۶ بود.

## زندگی
فاضلی دانش‌آموختهٔ مهندسی صنایع از دانشگاه صنعتی امیرکبیر و دکتری جامعه‌شناسی از دانشگاه تربیت مدرس است. او از سال ۱۳۸۶ تا ۱۳۹۰ استادیار دانشگاه مازندران بود و از سال ۱۳۹۳ عضو هیئت علمی دانشگاه شهید بهشتی است.
در سال ۱۳۹۶ از محمد فاضلی به‌عنوان یکی از نامزدهای تصدی ریاست سازمان محیط‌زیست نام برده می‌شد.
او از ۱۷ آبان ۱۳۹۶ به سمت «مشاور برنامه‌ریزی راهبردی و توسعه پایدار» وزیر نیرو منصوب شد و از ۱۵ اردیبهشت ۱۳۹۷ رئیس مرکز امور اجتماعی منابع آب و انرژی است.
برخی خبرگزاری‌ها و سایت‌های خبری داخلی جمعه ۱ بهمن ۱۴۰۰ از اخراج دکتر فاضلی از دانشگاه شهید بهشتی خبر دادند. فاضلی اعلام کرد نامه عدم نیاز دانشگاه مربوط به ۱۵ شهریور ۱۴۰۰ است.

## میزگرد صدا و سیما
فاضلی در ۳۰ خرداد ۱۴۰۳ به عنوان مشاور، مسعود پزشکیان را در برنامهٔ میزگرد فرهنگی چهاردهمین انتخابات ریاست‌جمهوری ایران همراهی می‌کرد. شهاب اسفندیاری، رئیس دانشگاه صدا و سیما به عنوان کارشناس برنامه خطاب به پزشکیان، فاضلی را «استاد متخلف اخراجی» نامید که با ایجاد «الم شنگه در رسانه‌ها»، به ادعای او «حیثیت آموزش عالی را خدشه‌دار کردند». فاضلی در پاسخ، وی را به «دروغگویی» متهم کرد. پزشکیان در ادامه خواست که به فاضلی فرصت پاسخگویی داده شود، اما مجری برنامه و گردانندگان میزگرد میکروفن اسفندیاری و فاضلی را قطع کردند. سپس فاضلی میکروفن خود را پرتاب و استودیو را ترک کرد.

## دیدگاه‌ها
پژوهش‌های او عمدتاً دربارهٔ جامعه‌شناسی علم، جامعه‌شناسی شهری و جامعه‌شناسی سیاسی است. او در مقالات و سخنرانی‌های مختلف به نقد سیاست‌ها در حوزه آموزش عالی، محیط زیست، حقوق شهروندی و توسعه پرداخته است. فاضلی نوشته‌های خود را در وبلاگی با نام «دغدغه ایران» منتشر می‌کند و یک کانال تلگرامی و پادکستی هم در کست‌باکس (به انگلیسی: castbox) با همین نام دارد.
او در آبان ۱۳۹۵ در برنامه زاویه، تأکید بر مقاله به‌عنوان شاخص اصلی تولید علم را اشتباه دانست. حمیدرضا عریضی به سخنان او در این برنامه واکنش نشان داد.
در پی حادثه پلاسکو، فاضلی خواستار تهیه گزارش ملی پلاسکو شد و یکی از اعضای هیئت ویژه گزارش ملی بررسی حادثه ساختمان پلاسکو بود.

## کتابشناسی
- ایران بر لبه تیغ، محمد فاضلی (تألیف)، ناشر: روزنه
- شهر، حمل و نقل و زندگی روزمره، محمد فاضلی (گردآورنده)، ناشر: تیسا
- بنیان‌های ساختاری تحکیم دموکراسی: تجربهٔ دموکراسی در ایران، ترکیه و کره جنوبی، محمد فاضلی، ناشر: کندوکاو
- روش تطبیقی فراسوی راهبردهای کمی و کیفی، چارلز سی ریگین، محمد فاضلی (مترجم)، ناشر: آگه
- جامعه‌شناسی علم و انجمن‌های علمی در ایران، محمد فاضلی، محمود شارع‌پور، ناشر: پژوهشکده مطالعات فرهنگی و اجتماعی
- جامعه‌شناسی مصرف موسیقی، محمد فاضلی، ناشر: پژوهشگاه فرهنگ، هنر و ارتباطات
- ارزیابی تأثیرات اجتماعی، محمد فاضلی، ناشر: جامعه‌شناسان
- دام‌های اجتماعی و مسئلهٔ اعتماد، بو روتستاین، گروه مترجمان، ناشر: آگه
- جامعه ایرانی و اخلاق اجتماعی، محمد فاضلی و فرناز سربندی، ناشر: مرکز تحقیقات استراتژیک
- مصرف و سبک زندگی، محمد فاضلی، ناشر: صبح صادق
- ارزیابی تأثیرات اجتماعی: سیاست‌ها، برنامه‌ها و طرح‌ها، محمد فاضلی، ناشر: تیسا
- سیاست در بستر زمان: تاریخ، نهادها، و تحلیل اجتماعی، پل پیرسون، محمد فاضلی (مترجم)، ناشر: نی